# Eletrosmose
Eletrosmose é a filtração de um líquido através de uma massa coloidal sob o efeito de uma corrente elétrica. 
Consiste no movimento de corrente líquida derivada do facto de serem os suportes eletronegativos em relação à água e, esta torna-se eletropositiva em relação aos suportes. 
Quando se aplica o campo eléctrico, o suporte sendo fixo e a água móvel, haverá uma migração para o polo negativo. A eletrosmose é constante em toda extensão da fita e unidirecional.